# Estratigrafía arqueológica

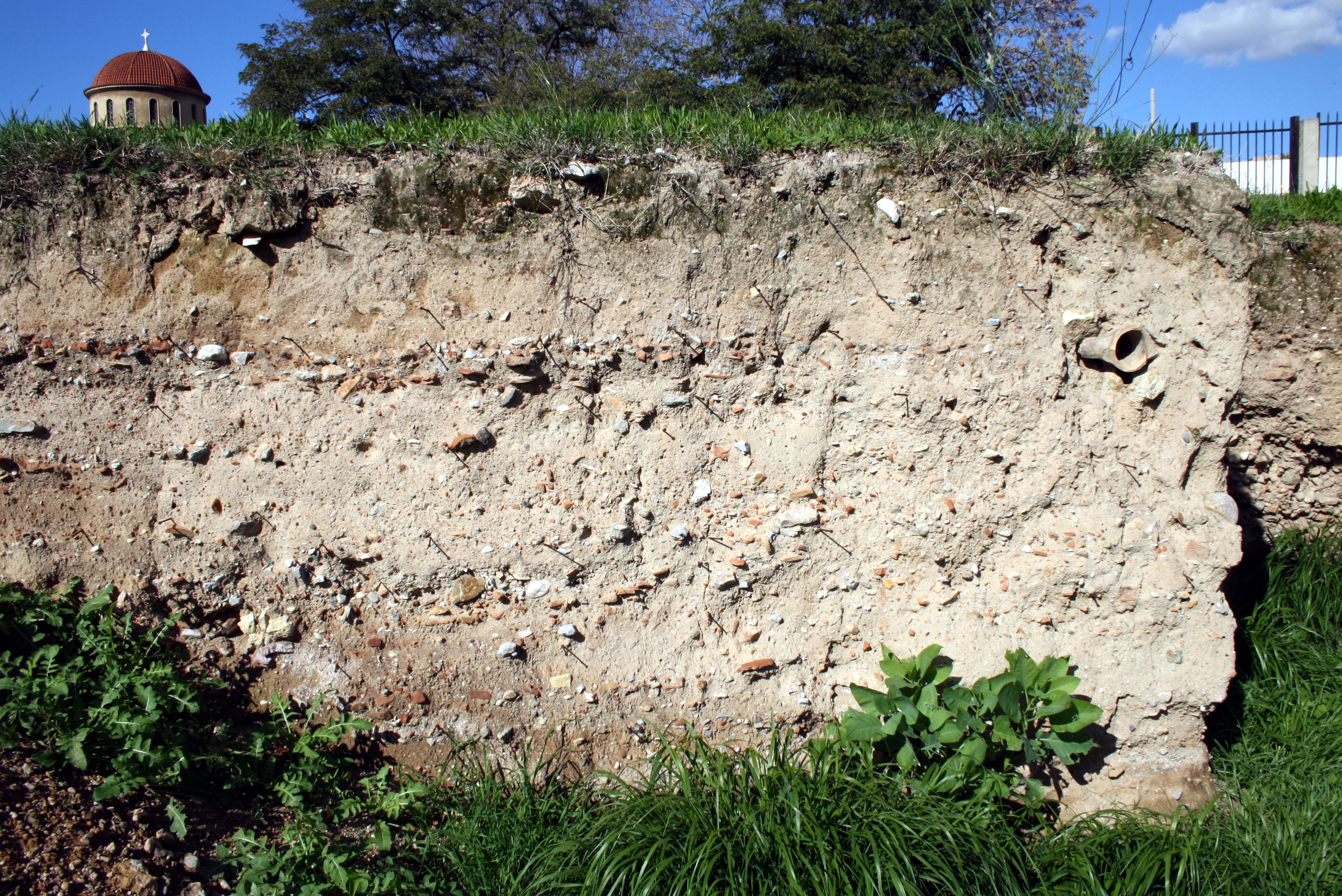
Una nítida estratigrafía en el Cementerio del Cerámico (Atenas).

La estratigrafía arqueológica es el estudio de la superposición de capas o estratos del suelo, en el terreno, con una finalidad arqueológica. Cada capa tiene una edad diferente, y según donde encontremos un objeto podemos establecer su antigüedad. 
En una excavación es muy importante tener cuidado de extraer la tierra de forma ordenada para saber exactamente en qué estrato se encontró ya que nos dará información sobre el contexto, lugar y orientación para poder sacar conclusiones válidas. Una vez distinguidos los niveles, hay que ordenarlos en una secuencia cronológica, que será la cronología relativa de un yacimiento.

## Historia
La estratigrafía arqueológica se basa en los principios de la estratigrafía geológica que surgió a partir de la publicación, en 1833, del libro Principles of Geology de Charles Lyell; aunque en 1785  James Hutton ya había dado la clave para datar algunos estratos, como es que los estratos de diferentes épocas tenían fósiles característicos.
La estratigrafía geológica se desarrolló hasta llegar a unas leyes o principios que determinaron y determinan de qué forma se sucede la superposición de estratos geológicos:
- 1. Principio de la superposición de estratos: los niveles superiores serán más recientes que los inferiores, que son más antiguos.

- 2. Ley de la horizontalidad original: los estratos se forman originalmente de forma horizontal por la acción de la gravedad.

- 3. Ley de la continuidad original: cada depósito es originalmente un conjunto informe sin aristas, ese estrato se continua lateralmente, aunque tenga interrupciones a causa de la erosión.

- 4. Principio de sucesión faunística: evolución regular de las especies gracias a la selección natural. Es decir que cada formación geológica tiene un registro de vida diferente al de las formaciones que se encuentran por encima y por debajo de ella.

Aunque al principio se aplicó la estratigrafía geológica a la arqueología y a los yacimientos arqueológicos, en seguida se dieron cuenta de que había puntos en los que diferían los estratos geológicos de los arqueológicos. Estos puntos son la gran acumulación de estratos arqueológicos diferentes en muy poco tiempo geológico; las diferencias entre los fenómenos mecánicos y erosivos que afectan a la naturaleza y los procesos postposicionales de los arqueológicos; y por último, los objetos manufacturados no están ligados a ciclos vitales de formación geológica ya que su razón de existir se basan en modas entre los humanos y no se puede comparar con la evolución de los fósiles al ser arbitraria.
En los años 70, el arqueólogo Edward C. Harris normalizó la toma de datos estratigráficos por medio de una matriz (Matrix Harris) que incorporaba la componente temporal.